# 神通系列卫星
神通系列卫星是中国人民解放军的宽带战略通信卫星，由中国空间技术研究院研制，卫星工作于地球静止轨道，主要用于为作战部队提供通信指挥保障，也可以为无人机提供数据指令，该系列卫星对外以中星系列卫星名义公开。

## 背景
中国人民解放军早期的卫星通讯主要依靠军民两用的东方红二号系列通信卫星，20世纪90年代中期，中国开始发展军队专用的通信卫星系统，其中包括用于战术通信的烽火系列卫星和用于战略通信的神通系列卫星。

## 型号

### 神通一号
神通一号卫星是中国第一代宽带战略通信卫星，对外又称中星20号，王家胜担任卫星总设计师兼总指挥，采用东方红三号平台，卫星质量2300千克，装有8路C波段转发器和4路Ku波段转发器，采用可控点波束天线，具有服务区大范围机动能力，卫星设计寿命为8年。
01星于2003年11月15日由长征三号甲火箭成功发射，定点于东经103度赤道上空。02星于2010年11月25日由长征三号甲火箭成功发射。

### 神通二号
神通二号卫星是中国第二代宽带战略通信卫星，对外又称中星2A/C/D，张宝为总指挥，总设计师为邹恒光，2007年4月立项研制，采用东方红四号平台，卫星质量5320千克，工作频段为Ku波段和Ka波段，增强了抗干扰能力，卫星设计寿命为12年。目前该系列已有三颗卫星在轨工作，分别于2012年5月26日、2015年11月4日、2019年1月11日发射升空，均由长征三号乙火箭发射。
2021年8月6日0时30分，中国在西昌卫星发射中心用长征三号乙运载火箭，成功将中星2E卫星发射升空。

### 神通三号
神通三号卫星是中国第三代宽带战略通信卫星，对外称中星4A，采用东方红四号增强型平台，目前该系列已有一颗卫星在轨工作，于2024年8月22日由长征七号甲火箭发射。